# Aviamotornaja (stanice metra v Moskvě)
Aviamotornaja (rusky Авиамоторная) je stanice moskevského metra.

## Charakter stanice
Aviamotornaja se nachází na Kalininské lince, pod ulicí Šosse Entuziastov (Шоссе Энтузиастов) v jihovýchodní části města. Je podzemní, ražená, trojlodní s plnou délkou střední lodě. Ta je zakončena na jedné straně eskalátorovým tunelem vedoucím do podzemního vestibulu a na druhé stěnou, na níž je umístěna dekorativní plastika. Stěny jsou obloženy mramorem a podlaha žulou, strop střední lodi pak dekorativními prvky ve tvaru jehlanů ve zlaté barvě. Název má podle stejnojmenné ulice, s kterou se třída Šosse Entuziastov kříží. Kód této stanice je 082, otevřena veřejnosti byla 30. prosince 1979 jako součást prvního zprovozněného úseku této linky.
17. února roku 1982 tu došlo k neštěstí, porucha (přetržení řetězu) eskalátoru způsobila pád a zranění téměř stovky lidí, z nichž 8 nepřežilo. Tato nehoda patří nejhorším v celé historii Moskevského metra.
Dne 27. března 2020 byla zprovozněna stejnojmenná stanice na Někrasovské lince, posléze však 20. března 2023 byla zařazena do linky Bolšaja kolcevaja. V současnosti je možný přestup mezi stanicemi pouze přes ulici, avšak v roce 2024 by se mezi nástupišti obou stanic měla zprovoznit průchod.